# 片山慶隆
片山 慶隆（かたやま よしたか、1975年〈昭和50年〉- ）は、日本の歴史学者。関西外国語大学英語国際学部准教授。専門は、日本近代史、日本政治外交史、国際関係論。

## 略歴
神奈川県生まれ。1999年（平成11年）、学習院大学文学部史学科卒業。2005年（平成17年）、一橋大学大学院法学研究科博士課程修了。博士（法学）。
一橋大学COE研究員、早稲田大学政治経済学術院助教を経て、2010年（平成22年）4月から関西外国語大学国際言語学部専任講師。2014年（平成26年）4月から2018年（平成30年）3月まで、科学研究費助成事業により「世紀転換期東アジア国際政治と日本1895年‐1910年～韓国併合を中心に～」の研究課題で研究を進め、その研究代表者となった。

## 著書

### 単著
- 『日露戦争と新聞　「世界の中の日本」をどう論じたか』講談社〈講談社選書メチエ〉、2009年11月。
- 『小村寿太郎　近代日本外交の体現者』中央公論新社〈中公新書〉、2011年11月。ISBN 978-4-12-102141-0。

### 共著
- 佐道明広・服部龍二・小宮一夫 編『人物で読む近代日本外交史―大久保利通から広田弘毅まで』吉川弘文館、2008年12月。ISBN 978-4642079976。